# 大苞姜
大苞姜（学名：Caulokaempferia yunnanensis）为姜科大苞姜属下的一个种。其种加词 yunnanensis 意为“云南的”。